# گرینوود لیک (نیویورک)
گرینوود لیک (به انگلیسی: Greenwood Lake) یک روستا در ایالات متحده آمریکا است که در شهرستان اورنج، نیویورک واقع شده‌است. گرینوود لیک ۶٫۴ کیلومتر مربع مساحت و ۳٬۱۵۴ نفر جمعیت دارد و ۱۹۲ متر بالاتر از سطح دریا واقع شده‌است.